# Billy Drago
Billy Drago (Hugoton (Kansas), 30 november 1945 – Los Angeles, 24 juni 2019) was een Amerikaans acteur, bekend om zijn rollen als schurk in films en televisieseries. 
Drago is waarschijnlijk het meest bekend om zijn bijrol als de rechterhand van Al Capone Frank Nitti, in Brian De Palma's The Untouchables. In 1980 trouwde hij met actrice Silvana Gallardo (1953-2012). Acteur en regisseur Darren E. Burrows is zijn zoon.
Billy Drago overleed in 2019 op 73-jarige leeftijd.

## Filmografie
Hij speelde o.a. in de films:
- Pale Rider (1985)
- The Untouchables (1987)
- Hero and the Terror (1988)
- Delta Force 2: The Colombian Connection (1990)
- Guncrazy (1992)
- Tremors 4: The Legend Begins (2004)
- Mysterious Skin (2004)
- Masters of Horror: Imprint (2005)
- Seven Mummies (2006)
- The Hills Have Eyes (2006)
- Moving McAllister (2007)
- Dark Moon Rising (2009)
- Children of the Corn: Genesis (2011)

Ook speelde hij in de televisieseries Charmed, The X-Files en Supernatural.